# حنين القشطان
حنين علي قطشان (23 ديسمبر 1990) هي صحفيّة وناشطة فلسطينية، ولدت في مخيم النصيرات شمال قطاع غزة. واستشهدت في الحرب الفلسطينية الإسرائيلية 2023 مع أفراد عائلتها في القصف على منزل عائلتها في مخيم النصيرات في غزة. إذ أعلن مكتب الأعلام الحكوميّ في غزّة يوم الأحد 17 ديسمبر 2023، بعد نزوحها مع أفراد عائلتها للمخيّم.

## مسيرتها العلمية والمهنية
حصلت على شهادة الثانوية العامة من مدرسة ممدوح صيدم للبنات. لتلتحق بعدها في جامعة القدس المفتوحة في غزة. عملت بعدها الصّحفيّة قطشان محررة لدي موقع أحوال البلاد سابقًا. لتعمل بعدها كمقدمة برامج لدى قناة بلدنا. بعدها عملت معدة برامج لدى قناة الكوفية. وكانت آخر محطاتها العملية مذيعة في إذاعة صوت الوطن الفلسطينية.